# UTC−9:30
| Süd-Sommer-/Nord-NormalzeitSeegebiet | Nord-Sommer-/Süd-NormalzeitStandardzeit ganzjährig |

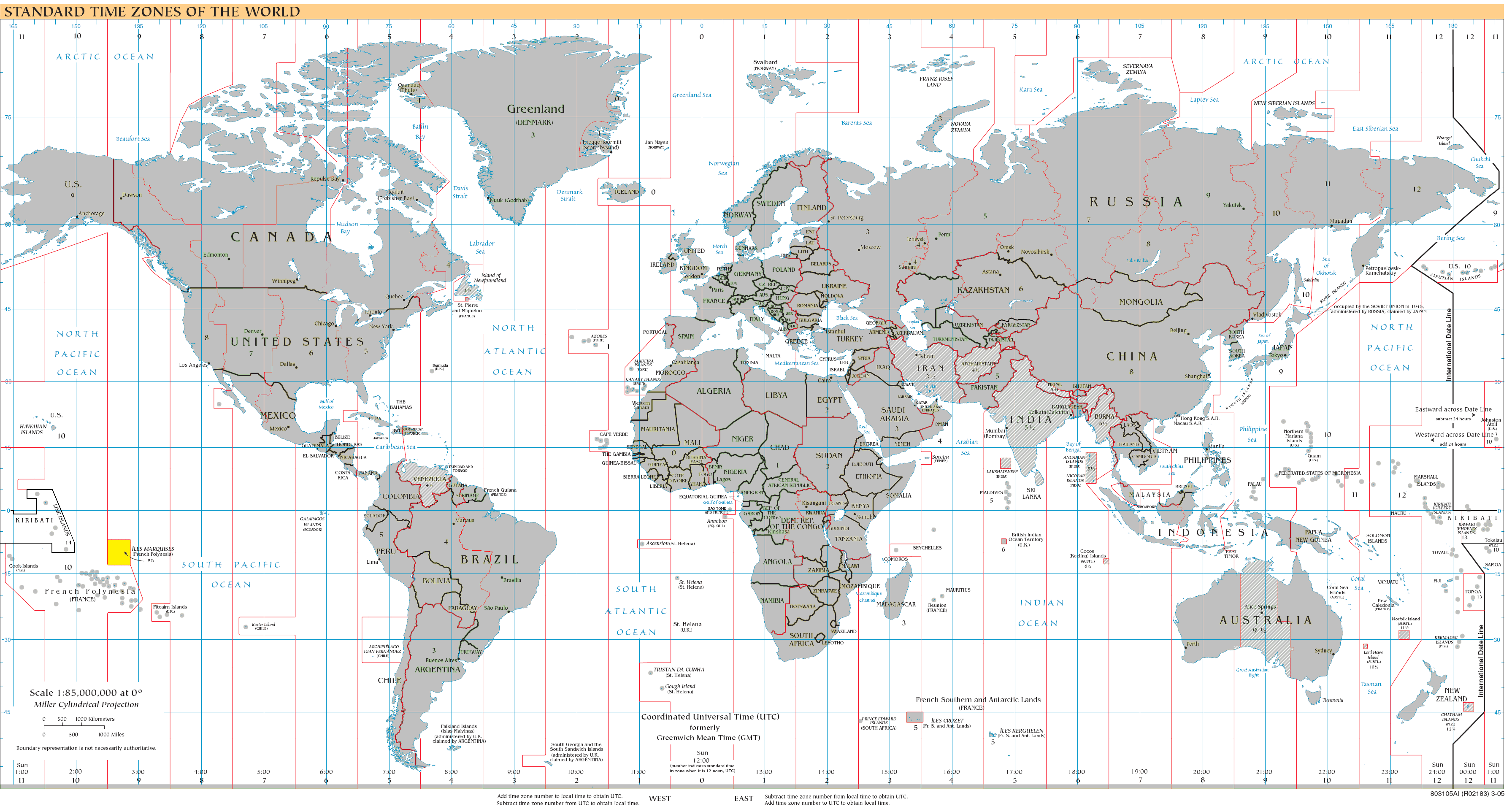
UTC−09:30:

UTC−9:30 ist eine Zonenzeit, welche den Längenhalbkreis 142° 30' West als Bezugsmeridian hat. Auf Uhren mit dieser Zonenzeit ist es neuneinhalb  Stunden früher als die koordinierte Weltzeit und zehneinhalb Stunden früher als die MEZ.
Die Zeitzone wird heute ausschließlich auf den Marquesas-Inseln in Französisch-Polynesien verwendet.
1933 führte man in die Hawaiian Standard Time probehalber eine Sommerzeitregelung ein. Da Hawaii zu der Zeit noch in der Zeitzone UT−10:30 lag, war die Sommerzeit UT−9:30.